# Аргентит

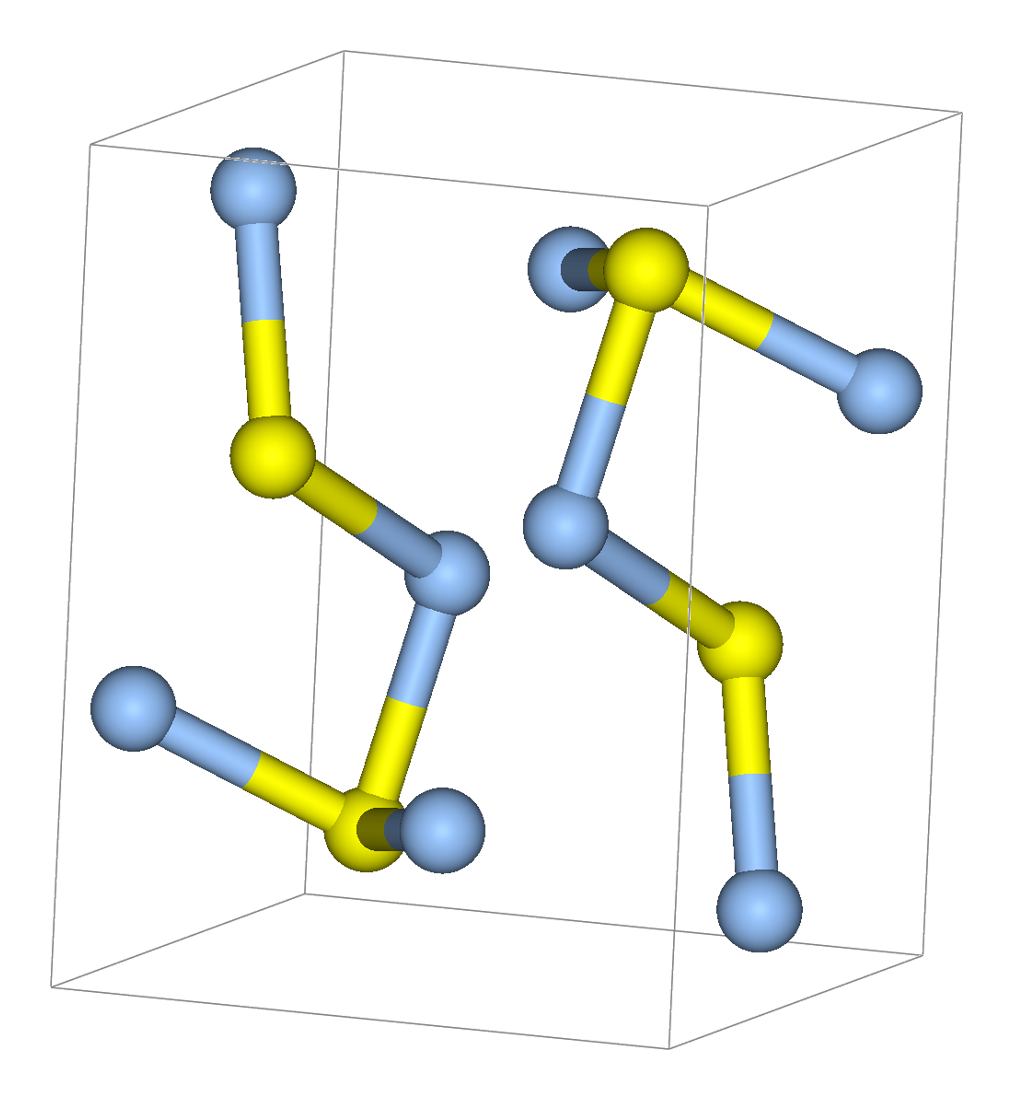
Елементарна комірка аргентиту

Аргенти́т (від лат. argentum — «срібло») — важливий мінерал срібла класу сульфідів.

## Загальний опис
Хімічна формула: Ag2S. Містить (%): Ag — 87,06; S — 12,94.
Домішки: Pb, Fe, Cu. Сингонія кубічна. Кристали рідкісні, кубо-октаедричного, ромбо-додекаедричного і тетрагон-триоктаедричного обрису. Іноді утворює дендрити. Часто деформовані. Спайність недосконала.
Густина 7,2—7,4.
Твердість 2,0—3,0.
Колір свинцево-сірий до залізо-чорного. Блиск металічний (на несвіжому зломі тьмяніє).
Риса сіра, блискуча. Злам раковистий. Гнучкий та ковкий. Руда срібла.
Зустрічається в гідротермальних кобальто-нікелевих і свинцево-цинкових родовищах разом з самородним сріблом та іншими мінералами срібла. У природі зустрічаються псевдоморфози акантиту по аргентиту.
В Росії зустрічається на Алтаї, у Східному Забайкаллі, відомий в Україні в поліметалевих родовищах Нагольного кряжа (Донбас).

## Різновиди
Розрізняють:
- α-аргентит — зайва назва арґентиту;
- β-аргентит — те саме, що й акантит.